# Andrés Sardá

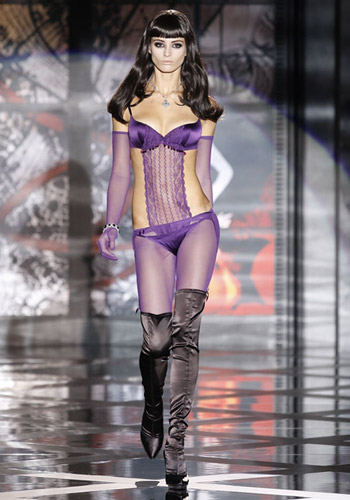
Model portant una peça d'Andrés Sardá.

Andrés Sardá és una marca de llenceria femenina de gamma alta creada pel barceloní Andrés Sardá Sacristán. Actualment la seva filla Nuria Sardá és la Directora Creativa de la marca. La marca disposa d'una botiga pròpia ubicada a Madrid, al carrer de Don Ramón de la Cruz, i més de 400 punts de venda multimarca, amb una major presència a Alemanya, Bèlgica, Espanya i França.
Els dissenys d'Andrés Sardá són coneguts internacionalment per haver aportat al sector de la llencera femenina innovacions tecnològiques com la incorporació del Teflón, Nylón i Lycra.
Des de l'any 2000 els dissenys d'Andrés Sardá són presents a la Passarel·la Cibeles, i anteriorment l'any 1996 a la Passarel·la Gaudí.

## Història
L'empresa va ser fundada el 1962 per Andrés Sardá i la marca el 1980. La creació de l'empresa va ser en un moment en què les peces de roba íntima eren fàbricades amb criteris de funcionalitat quasi ortopèdica, sense tenir en compte l'estètica. Sardá va apostar per la comoditat i l'atractivitat. Aviat, l'any 1965, van començar les exportacions a França amb clients com les Galeries Lafayette i Printemps.
El 1970 s'amplia la gamma de productes afegint les peces de bany a les col·leccions. El 1995 la seva filla, Nuria Sardá, s'incorpora a l'equip de disseny dirigit per Andrés Sardá. I actualment és ella l'encarregada de la direcció creativa.
El grup Van de Velde va comprar Eurocorset S.A., propietari de la marca Andrés Sardá, al dissenyador català el 2008, amb l'acord que la família Sardá seguiria involucrada i que es mantindria la seu de les operacions a Barcelona.